# روزماري باجوت
روزماري سي. باجوت (مواليد 1981) هي عالمة أعصاب كندية تبحث في الآليات المتغيرة لوظائف الدماغ في حالة الاكتئاب. وهي أستاذة مساعدة في علم الأعصاب السلوكي في قسم علم النفس بجامعة ماكجيل في مونتريال، كندا.  ينصبُّ تركيزها في علم الأعصاب السلوكي على فهم آليات تغير وظيفة الدائرة الدماغية في حالة الاكتئاب. باستخدام نهج متعدد التخصصات، تبحث باجوت في سبب اصابة بعض الأشخاص الذين يعانون من الإجهاد، بالاكتئاب.

## التعليم
التحقت باجوت بجامعة نيو ساوث ويلز في سيدني بأستراليا حيث حصلت على درجة البكالوريوس في علم النفس.  بعد التخرج ، بقيت في الجامعة وعملت كمساعد باحث مع فريد ويست بوك وريك ريتشاردسون وجافان ماكنالي. هناك، فحصت باجوت الأساس العصبي للتعلم في ذكريات الخوف وتأثير تعاطي الأدوية والتنمية على التعلم والذاكرة. حصلت باجوت على درجة الدكتوراه في علم الأعصاب من جامعة ماكجيل تحت إشراف مايكل ميني وتاك بان وونغ، حيث قامت بالتحقيق في الآليات الفوق جينية للتغيرات الطبيعية في رعاية الأم على التعلم الحصيني، والمرونة التشابكية، وتعديل الإجهاد. بالإضافة إلى ذلك، أمضت عامًا كطالبة زائرة في جامعة أمستردام. بعد ذلك، أكملت أبحاث ما بعد الدكتوراه في كلية ايكان للطب في ماونت سيناي تحت إشراف إريك نستلر. قامت باجوت بتقييم دور المرونة التشابكية والنسخية في النظام الميزوليمبي في تطوير المرونة أو القابلية لعدم التكيف مع السلوك الشبيه بالاكتئاب.

## الأبحاث
تستخدم باجوت نهجًا متعدد التخصصات للبحث في الضغط النفسي والاكتئاب في مختبرها للجينات العصبية السلوكية لها وكمحقق رئيسي في مركز لودمير للمعلوماتية العصبية والصحة النفسية، تقوم بالجمع بين التكنولوجيا الجزيئية، و الخلوية، والسلوكية، بما في ذلك في اختبارات وظائف الأعضاء الكهربية خارج الجسم الحي،و تجارب الجينات الوراثية في الجسم الحي، و التصوير بالكالسيوم في الجسم الحي، والتسلسل الجيني للجيل القادم في نماذج سلوك القوارض ، كل هذا للتحقيق في الجينوميات والتغيرات في الدوائر العصبية التي قد تؤدي إلى السلوكيات الاكتئابية. 
يتركز الكثير من أبحاث باجوت على استخدام هذه الأساليب متعددة التخصصات لتحديد الجينات النسبية وعوامل النسخ والجينات التي قد تزيد من القابلية أو المرونة في الاستجابة للاكتئاب. لقد حددت الحُصين البطني الجلوتاماتيري الواصل إلى النواة المتكئة باعتبارها مهمة في تعديل القابلية للإصابة بالضغط العصبي الاجتماعي المزمن حيث أن الحيوانات المرنة تجاه هذا المرض أظهرت نقص نشاط في حددت الحُصين البطني الجلوتاماتيري الواصل إلى النواة المتكئة.  باستخدام نهج بيولوجيا الشبكة التكاملية لتحديد الشبكات النسخية المتضمنة في نسخ الجينات وتنظيم التشابك ، حددت باجوت شبكات من الجينات المشتركة التنظيم المرتبطة بالقابلية أو المرونة التي تُظهر تنظيمًا معارضًا للحصين البطني وقشرة الفص الجبهي .  وقد وجدت أيضًا دليلًا على أن تأثيرات الأمهات قد تعدل الأداء الإدراكي الأمثل في بيئات متفاوتة في الطلب في وقت لاحق من الحياة. 

## الجوائز والتكريمات
تشمل الجوائز والأوسمة التي حصلت عليها باجوت جائزة الباحث الناشئ من مؤسسة أبحاث الدماغو السلوك (2015) و العالم وليام داوسون في جامعة ماكجيل. تم إدخال باجوت في جمعية علم الأعصاب في عام 2004 ، وجمعية الإدراك الجزيئي والخلوي في عام 2006 ، والجمعية الكندية لعلم الأعصاب في عام 2008.  كانت أيضًا عضوًا في الجمعية الدولية لعلم النفس التنموي من 2004-2007 والجمعية الدولية لعلم الغدد الصماء العصبية النفسية 2005-2012.

## المنشورات
- يكشف القياس الضوئي للألياف في الجسم الحي عن توقع القابلية للإجهاد في المستقبل في النواة المتكئة (2018)
- يكشف التنميط النسخي على مستوى الدائرة عن شبكات الجينات الخاصة بمنطقة الدماغ التي تنظم القابلية للاكتئاب (2016)
- الوصلات البطنية للحصين إلى النواة المتكئة تنظم القابلية للإصابة بالاكتئاب (2015)
- رعاية الأم والمرونة الحصينية: دليل على المرونة الهيكلية المعتمدة على التجربة ، والأداء التشابكي المتغير ، والاستجابة المختلفة للجلوكوكورتيكويد والإجهاد (2008)

## المشاركة المجتمعية
تؤمن باجوت بالمشاركة والتعاون مع مجتمع علماء الأعصاب الأكبر.و تقول ، «بصفتنا علماء ، نحن محظوظون للغاية للقيام بعمل نحبه. لكن علينا مسؤولية القيام بذلك بشكل جيد ومشاركة الأفكار التي نكتسبها حتى نتمكن من إحداث تأثير أكبر». 